# Gunnar Asmussen
Gunnar Henry Asmussen (Århus, 10 de maig de 1944) va ser un ciclista danès, que va córrer durant els anys 60 i 70 del segle xx i es dedicà principalment a la pista
Durant la seva carrera esportiva va prendre part en dos Jocs Olímpics: el 1968, a Ciutat de Mèxic, en què guanyà una medalla d'or en la prova de persecució per equips, junt a Per Lyngemark, Reno Olsen i Mogens Frey Jensen. El 1972, a Múnic, tornà a disputar la mateixa prova, però fou eliminat en les rondes preliminars.
També guanyà nou campionats nacionals en diferents modalitats.

## Palmarès
- 1964
  -  Campió de Dinamarca de contrarellotge per equips, amb Ole Højlund, Erik Skelde i Thorvald Knudsen
- 1965
  -  Campió de Dinamarca de contrarellotge per equips, amb Ole Højlund, Thorkild Berg i Per Frandsen
- 1968
  -  Medalla d'or a la prova de persecució per equips dels Jocs Olímpics de Mèxic de 1968 (amb Per Lyngemark, Reno Olsen i Mogens Frey Jensen)
- 1969
  -  Campió de Dinamarca de persecució per equips, amb Niels Fredborg, Gunnar Jonsson i Poul Nielsen
- 1970
  -  Campió de Dinamarca de persecució
  -  Campió de Dinamarca de persecució per equips, amb Niels Fredborg, Gunnar Jonsson i Poul Nielsen
  - 1r a la Nordisk Mesterskab, en contrarellotge per equips, amb Jørgen Schmidt, Jørgen Emil Hansen i Verner Blaudzun
- 1971
  -  Campió de Dinamarca de persecució per equips, amb Niels Fredborg, Gunnar Jonsson i Poul Nielsen
  -  Campió de Dinamarca de contrarellotge individual amateur
  - 1r a la Nordisk Mesterskab de ruta
- 1974
  -  Campió de Dinamarca de persecució per equips, amb Niels Fredborg, Jørn Lund i Jan F. Petersen
- 1976
  -  Campió de Dinamarca de persecució per equips, amb Niels Fredborg, Gert Frank i Kurt Frisch